# 天主教聖讓-隆格伊教區
天主教聖讓-隆格伊教區（拉丁語：Dioecesis Sancti Ioannis-Longoliensis）是加拿大一個羅馬天主教教區，屬蒙特利爾總教區。1933年6月9日升為教區，1982年2月27日易名至今。
教區位於魁北克南部，主教座堂位於利希留河畔聖讓，副主教座堂位於隆格伊。2010年有教友609,144人，佔轄區總人口85.0%。教區下轄四十五堂區，有103名司鐸。現任教區主教為高德·哈默林，輔理主教為類斯·德凱爾，榮休主教為良·商德隆。